# Lipa Reymonta
Lipa Reymonta – jedna z najokazalszych w Polsce lip drobnolistnych, pomnik przyrody.

## Wiek i rozmiary
Wiek drzewa szacuje się na ok. 350-400 lat. Nie przeprowadzano jeszcze badań dendrochronologicznych na tym okazie.
Jest to najgrubsze drzewo o pojedynczym pniu w województwie łódzkim.
Lipa Reymonta ma pień o ponad 8-metrowym obwodzie, co jest stosunkowo rzadkie u drzew tego gatunku – zwłaszcza jednopniowych. Dokładne pomiary z 2015 roku wskazują, że drzewo ma 812 cm w obwodzie oraz 23 m wysokości.
Lipa jest w niezbyt dobrym stanie zdrowotnym – posiada całkowicie wypróchniały pień z widocznym, wyraźnym ubytkiem kominowym, a korona jest znacznie zredukowana. Mimo to, lipa jest co roku gęsto ulistniona.

## Lokalizacja i historia
Lipa rośnie w Prażkach, w powiecie tomaszowskim, opodal rzeki Miazgi i domu rodzinnego Reymontów. W tej okolicy dorastał noblista Władysław Reymont. W pobliskim Tuszynie ojciec Władysława, Józef Rejment, był organistą.
Drzewo jest pomnikiem przyrody od 1987 roku. Podany na ten rok obwód lipy to 800 cm, a wysokość 32 m. Wynika z tego, że drzewo dosyć wolno przyrastało od tego czasu, a także musiało stracić część korony, bo obecnie jest znacznie niższe.